# Озеров, Иван Никитич
Ива́н Ники́тич О́зеров (1919—1962) — старший лейтенант Рабоче-крестьянской Красной Армии, участник Великой Отечественной войны, Герой Советского Союза (1944).

## Биография
Родился 7 июля 1919 года в селе Дмитриевка (ныне — Шебекинский район Белгородской области). Окончил Белгородский техникум политпросвещения. В 1939 году был призван на службу в Рабоче-крестьянскую Красную Армию. С 1941 года — на фронтах Великой Отечественной войны. В 1942 году окончил курсы усовершенствования командного состава. К сентябрю 1943 года старший лейтенант Иван Озеров командовал батальоном 465-го стрелкового полка 167-й стрелковой дивизии 38-й армии Воронежского фронта.
30 сентября 1943 года батальон под командованием Ивана Озерова одним из первых переправился через Днепр в районе села Вышгород Киевской области Украинской ССР и захватил плацдарм на его западном берегу, а затем удержал его до подхода основных сил, отразив ряд немецких контратак.
Представлен к награждению званием Героя Советского Союза за мужество и героизм, проявленные при форсировании Днепра и удержании плацдарма. Указом Президиума Верховного Совета СССР «О присвоении звания Героя Советского Союза генералам, офицерскому, сержантскому и рядовому составу Красной Армии» от 10 января 1944 года за «образцовое выполнение боевых заданий командования на фронте борьбы с немецко-фашистскими захватчиками и проявленные при этом отвагу и геройство» был удостоен высокого звания Героя Советского Союза с вручением ордена Ленина и медали «Золотая Звезда» за номером 3909.
В марте 1944 года был уволен в запас. Проживал в Киеве, работал в городском управлении общепита. Скоропостижно скончался 2 сентября 1962 года, похоронен на Лукьяновском военном кладбище Киева.
Был также награждён орденом Красного Знамени и рядом медалей.